# 戰神III
《戰神III》是索尼電腦娛樂聖塔莫尼卡工作室所開發的《戰神II》續作，由索尼電腦娛樂發行，最先登陆PlayStation 3平台。分別在2010年3月16日於北美、2010年3月19日於歐洲、2010年3月19日於日本發行。新力電腦娛樂於2012年8月28日推出遊戲合輯的《战神：历代记》，並收錄本作。2015年7月14日推出本作的移植版，並針對PS4硬體加以強化移植，解析度提升為1080p，也支援PS4獎盃系統。按情节来看是《战神》系列第六作，也是《战神三部曲》的完结篇。
游戏玩法与前作相似，注重使用玩家的主要武器流亡劍以及在游戏过程中获得的辅助武器进行連擊。游戏采用快速反應事件（QTE），玩家需要靈敏動作的互動攻擊，击败强大的敌人和头目。玩家可以使用最多四种魔法攻击和一种增强力量的技能作为替代战斗选项，游戏还包含解谜和平台跳跃元素。与前作相比，《战神3》的魔法系统进行了改进，敌人数量更多，视角也更加灵活，并新增了可下载的内容（DLC）。
《战神3》一经发布便好评如潮，其画面、游戏玩法和游戏规模广受好评，但剧情方面则褒贬不一。游戏斩获多项大奖，包括2010年遊戲大獎的“年度最佳畫面遊戲”和“年度最佳PS3游戏”，以及2011年英国电影学院奖（BAFTA awards）中的“年度最佳藝術成就獎”。作为战神系列中最畅销的游戏之一，也是PlayStation 3史上第九畅销的游戏，截至2012年6月，该游戏全球销量已超过500万份，并被收录于2012年8月28日为PlayStation3发布的《戰神 傳說合輯》中。
自发布以来，它也被誉为有史以来最伟大的電子游戏之一。为庆祝《战神》系列十周年，该游戏进行了移植强化，名为《戰神III 強化版》，于2015年7月14日在PlayStation 4上发布；截至2023年6月，強化版已售出400万份。

## 遊戲玩法

《战神3》預告片的游戏截图。图中可见奎托斯（右）与海神波塞冬（中）戰鬥。这是本作中最宏大的神话場景，它与快速反应事件（QTE）机制配合使用。

《战神3》遊戲類型與前系列作相似，是希臘神話題材的動作遊戲。克雷多斯的主要武器是流亡劍，取代了前作《戰神2》的主要武器雅典娜神劍。这个武器是一对连着链子的刀刃，链子缠绕在克雷多斯的手腕和前臂上，可以以多种方式摆动。在游戏中，克雷多斯获得了三种新的武器：哈帝斯鉤爪、尼米亞護手、復仇兇鞭。哈帝斯鉤爪和復仇兇鞭类似于流亡劍，而尼米亞護手則是本作中最強大的武器之一，類似於前作《戰神：奧林匹斯之鏈》的宙斯護手。这些武器隨著遊戲劇情的推進而解鎖，同時某些遊戲解謎也需要這些武器的配合；例如，需要尼米亞護手来突破帶有缟玛瑙的機關和敵人的護盾。与以前的游戏不同，本作沒有獨立的魔法系統，魔法是随着新武器的获得而学习的，且魔法必須使用當前所持有的武器釋放，赋予每个武器都有自己的魔法攻击；比如雅典娜神劍可以降下天懲，流亡劍可以用來召喚斯巴達軍團的亡魂，哈帝斯鉤爪可以用来召唤怪物的亡靈。魔法賦予了奎托斯多种攻击和杀死敌人的方式，比如哈帝斯鉤爪的灵魂召唤能力，召唤幽魂攻击敌人。其他魔法包括尼米亞咆哮、復仇女神盛怒。
遊戲也擁有道具系統，除了四种主要武器外，还可以获得三种次要的道具，分別是阿波羅之弓、太陽神頭部、赫密士之靴。这三件道具都需要在游戏的某些阶段獲得；並且用於推進故事劇情和機關解謎。例如太陽神頭部相當於黑暗地区的火炬，其放射的光芒可以解鎖某些隱藏的大門。本作也首創了駕馭怪物系統，当某些強敵（如独眼巨人或三頭地狱犬）被擊中弱點後，克雷多斯便會自動爬上其軀體，操縱怪物發動命令攻擊，從而釋放出前所未有的強大威力。
在前作中获得的波塞冬三叉戟、金羊毛臂甲和伊卡洛斯之翼的聖物被保留下来，金羊毛臂甲用于阻擋並反擊敌人的攻击；哈帝斯鉤爪允许奎托斯在冥河中游泳。本作中的奥林匹斯神剑，僅能在釋放斯巴達的怒火時候使用，觸發斯巴達的怒火狀態以後，奎托斯暂时獲得高防禦，並增加攻擊傷害。此外游戏新增了飞行模拟关卡，玩家扮演的奎托斯需要用伊卡洛斯之翼翱翔，克服环境障碍并逃离险境。
游戏玩法的新增内容包括“緊捉”，这是一种远程抓取动作，根据武器的不同，可以将奎托斯拉向敌人或迫使他们离开，在游戏的某些时刻是必要的，奎托斯骑着鹰身女巫穿过環境障礙，以及一个简单的“緊捉”，允许他使用弱小的敌人作为攻城槌。奎托斯现在可以在战斗中快速切换四种主要武器，運用不同的連擊组合。其他额外功能包括獲得十件神圣财产，通常隐藏在被击败的敌人附近，并在奖励玩家在游戏期间提供额外的能力，例如无限魔法。该游戏中的挑战模式称为“奥林匹斯的挑战”（七次试炼），并在游戏完成后解锁。这种模式要求玩家完成一系列特定任务，例如，在有限的时间内杀死所有没有武器的敌人。玩家可以通过完成游戏的难度级别和挑战模式来解锁额外的奖励，例如奎托斯的奖励服装、幕后花絮影片。一种新模式“格鬥競技場”允许玩家设置难度级别并选择对手来磨练游戏技巧。

## 剧情

### 設定
与前作《戰神2》一样，《戰神3》的故事背景设定在古希腊神话世界中，那里居住着奥林匹亚诸神、泰坦以及其他希腊神话中的生物。游戏的故事背景设定在2007年的《戰神2》和2018年的《战神4》之间。游戏场景遍布奥林匹斯山上的多个地点，包括阿瑞斯墳墓、奥林匹亚城、黎明女神的路徑 、洞穴迷宫、眾神的宫殿的多个区域（例如聖火大廳、廣場和廳園）、冥界深淵、地狱塔耳塔罗斯。
阿瑞斯墳墓安放着这位前战神的遗体，和奥林匹亚城位于奥林匹斯山的两侧。城外便是黎明女神的路徑，一个位于奥林匹斯山脚下的隐秘洞穴。眾神的宫殿是奥林匹斯诸神的居所，内有廣場（一座小型鬥獸場）、天后赫拉的廳園以及维纳斯和波塞冬的寝室。迷宫在奧林匹斯山洞穴內部，是一座巨大的懸空迷宫，四周不見天日，由建筑师代达罗斯建造，用于将潘朵拉囚禁在奥林匹斯山洞窟中，那里是天蝎座及其繁殖後代的居所。冥界由冥神哈帝斯统治，被冥河一分为二，是亡灵的国度。哈帝斯的宫殿里安放着他的妻子冥后佩兒西鳳的遗体（参见《战神：奥林匹斯之链》）。冥界还矗立着三位冥界审判官的雕像，他们手持连接冥界和奥林匹斯山的調合之鎖鏈。塔尔塔罗斯是冥界亡灵的地狱，在前作《战神》結局中，奎托斯从潘朵拉神庙取回潘多拉魔盒后，泰坦克羅诺斯被眾神之王宙斯放逐到塔尔塔罗斯囚禁。

### 角色

#### 配音表
| 角色       | 配音員            | 簡介                                               |
| ---------- | ----------------- | -------------------------------------------------- |
| 克雷多斯   | 泰倫斯‧C·卡森     | 斯巴达战士，本作中向诸神展开复仇大计。             |
| 雅典娜     | 艾琳·托佩         | 智慧女神，是奎托斯復仇大計的佈局者。               |
| 潘朵拉     | 娜塔莉·蘭德       | 圣灵，奎托斯的保护对象，也是奎托斯命运的指引者。   |
| 宙斯       | 柯瑞·柏頓         | 眾神之王，天王，奎托斯的父亲和本作最大的反派人物。 |
| 海格力斯   | 凱文·索柏         | 大力神，奥林匹斯军团长，奎托斯同父异母的兄弟。     |
| 赫拉       | 亞德莉安娜·巴碧悠 | 天后，眾神之王宙斯的妻子，大力神海格力斯的母亲。   |
| 波塞冬     | 吉迪恩·艾梅利     | 海神，海王，众神之王宙斯的二哥。                   |
| 哈帝斯     | 克蘭西·布朗       | 冥神，冥王，众神之王宙斯的长兄。                   |
| 赫利俄斯   | 克里斯賓·弗里曼   | 太阳神，众神之王宙斯的部将。                       |
| 赫密士     | 葛雷格·艾利斯     | 神使，众神之王宙斯的儿子。                         |
| 赫淮斯托斯 | 雷普·湯恩         | 火神，爱神的丈夫，潘朵拉的养父。                   |
| 愛芙羅黛蒂 | 亞波蘿·斯圖亞特   | 爱神，火神的妻子，战神阿瑞斯的情人。               |
| 代达罗斯   | 麦坎·迈道尔       | 建筑师，奥林匹斯山迷宫的设计者。                   |
| 克罗诺斯   | 乔治·鲍尔         | 泰坦，眾神之王宙斯的父親。                         |
| 盖亚       | 苏珊妮·布莱克史丽 | 大地女神，泰坦，众神之王宙斯的祖母。               |
| 旁白       | 苏珊妮·布莱克史丽 | 本作主要叙事者，为大地之母盖亚。                   |

### 故事
《战神3》的剧情是奎托斯希腊三部曲的史诗终章，他将彻底终结众神的统治。
面对毫无胜算的局面和精心谋划的计策，奎托斯必须从冥府的至暗深渊崛起，登上奥林匹斯山的巅峰。配置锁链双刀和一系列新武器与魔法的奎托斯，要一路对抗恐怖的神话怪兽与神力无边的泰坦，击败众神之王宙斯。
诸神之战爆发后，奎托斯、盖亚聯合其他泰坦登上奥林匹斯山，試圖摧毁奥林匹斯眾神。海神波塞冬率先发动攻击，化身为马头鱼尾怪的法相，与盖亚、奎托斯两神战斗。結果波塞冬戰敗，被奎托斯杀死，导致海洋淹没希腊。到达奥林匹斯山的顶峰后，他们试图攻击眾神之王宙斯，但宙斯用雷霆闪电将他们从山上击落。当奎托斯紧紧抓住蓋亞的時候，蓋亞拒绝拯救奎托斯，认为他已經失去利用價值，並徹底背叛和拋棄了他。
奎托斯掉进冥河，在那里他失去了奥林匹斯神劍，然后冥界的幽魂削弱了他，并腐蝕了雅典娜神劍。从河上爬上来，迎接他的是新生的智慧女神雅典娜，雅典娜在前作中犧牲自己後，成為了更高的存在，并目睹了她以前看不到的真相。她给了奎托斯流亡劍，并告诉他必须毀滅奥林匹斯聖火，才能杀死宙斯。在找到冥界和調合之鎖鏈的三位冥界法官后，奎托斯短暂地遇到了潘朵拉的灵魂，他最初将潘朵拉的灵魂误认为是他死去的女儿卡利俄珀。在与火神赫菲斯托斯相遇并夺回奥林匹斯神劍后，他杀死了哈迪斯并释放了冥界的灵魂。奎托斯考虑寻找卡利俄珀的灵魂，但雅典娜提醒他的任务，他离开了冥界。奎托斯到达奥林匹亚城，发现盖亚恳求帮助，但奎托斯却砍断了她的手臂，作为对她之前背叛的报复，导致她坠落。
奎托斯開始崛起，他殺害了泰坦珀耳塞斯和太阳神赫利俄斯等强大的敌人，在此过程中使希腊陷入永恒的黑暗。他追赶过于自信的神使赫尔墨斯，之後来到聖火大廳，发现潘朵拉魔盒被保存在奥林匹斯山的聖火中，雅典娜说只有潘朵拉自己才能平息。奎托斯随后抓住并杀死了赫尔墨斯，在希腊释放了一场瘟疫。在鬥獸場上，他遇見了醉酒的天后赫拉，赫拉无视他关于的请求，并召唤了大力神海格力斯，奎托斯要求海格力斯不要插手此事，但无济于事。海格力斯因妒忌奎托斯搶了他的戰神之位，執意要與奎托斯决斗，但奎托斯占据了上风，并杀死了海格力斯。奎托斯随后遇到了愛神維納斯，維納斯对他的復仇大計漠不关心。她带领他通过许珀里翁之门回到她分居的丈夫赫菲斯托斯身边。火神赫菲斯托斯得知奎托斯平息奥林匹斯聖火的计划，派他去塔尔塔罗斯取回“翁法洛斯”，声称他将为奎托斯锻造一种新武器。奎托斯遇到了被流放的泰坦克洛诺斯，他杀死了泰坦克洛诺斯，奪取了他肚子裡的“翁法洛斯”，然后回到赫菲斯托斯身边。锻造武器后，赫菲斯托斯试图杀死奎托斯，但被奎托斯反殺。赫菲斯托斯在臨死前承认，他试图保护他的女儿潘朵拉，潘朵拉在奎托斯打开她的潘朵拉魔盒后被囚禁在迷宫中，并恳求奎托斯放过她。奎托斯重新利用许珀里翁之门，穿越天后赫拉的花园，在那里他杀死了羞辱潘朵拉的赫拉，并终结了所有希腊植物生命，然后前往迷宫。
被囚禁的迷宫设计师代达罗斯得知儿子伊卡洛斯的死讯（参加前作《战神2》）后悲痛欲绝，奎托斯杀害了代达罗斯，并穿越迷宫中，拯救了潘朵拉，打破了調合之鎖鏈。两人一路上来到聖火大廳，潘朵拉试图进入聖火。眾神之王宙斯介入并与奎托斯战斗，但潘朵拉不顾奎托斯的不情愿，牺牲了自己。奎托斯发现潘朵拉魔盒是空的。此時盖亚加入战斗，并试图杀死他们两人。宙斯、奎托斯進入蓋亞身體，并在她的胸腔内继续他们的战斗。奎托斯用奥林匹斯神劍刺穿盖亚和宙斯的心脏，杀死了盖亚。奎托斯誤以為宙斯已经死了，於是离开，但遭到了宙斯的元神的攻击，宙斯摧毀了奎托斯所有武器裝備，並一舉殺死了奎托斯。
奎托斯死後，在他的靈魂世界中被潘朵拉的靈魂所救。在女兒卡利俄珀和他的妻子吕珊德拉兩人的灵魂的帮助下，奎托斯原谅了自己，死者蘇生，再次復活的奎托斯将宙斯的灵魂逼回他的身体，然后将他活活打死，徹底終結了奧林匹斯眾神的神權統治。
奎托斯看着一个完全走向混沌的希臘世界，一片茫然。雅典娜再次出现，要求奎托斯归还她认为他从潘朵拉魔盒中拿走的东西。当奎托斯告诉她这是空的时，她拒绝相信这一点，并解释说，当宙斯在第一次泰坦聖戰后，将世界的邪恶力量封印在盒子里时，她也将“希望”的力量放在潘朵拉魔盒里，预见到它最终会被打开。雅典娜随后意识到，当奎托斯打开盒子殺死戰神阿瑞斯时，邪恶力量逃脱，并慢慢腐蚀了奧林匹斯众神，而奎托斯则獲得了“希望”，而“希望”一直被他过去的内疚和失败所掩盖。她要求奎托斯归还“希望”的力量，并打算成為眾神之王，建立奧林匹斯新的神權統治。奎托斯拒绝了，用奥林匹斯神劍自杀了，讓“希望”回歸人間。失望的雅典娜掃興離去，而奎托斯则倒在地上血流不止。
在片尾彩蛋中，一条血迹从地面和奥林匹斯神劍中流出，並流向海洋，奎托斯的尸體消失不見，暗示奎托斯幸存下来（參見黑馬漫畫《戰神：隕落之神》）。

## 開發
在2007年接受GameTrailers採訪時，《戰神》的創作者兼遊戲總監大卫·贾菲解釋了他創作該系列的初衷，這與《戰神3》的實際結局不同，後者基於遊戲總監斯蒂格·阿斯姆森的設想。賈菲的想法是「《战神3》的故事解釋，或最終將解釋，為什麼不再有希臘神話」。他表示，當諸神和泰坦為爭奪統治權而互相爭鬥時，那將會是「人間地獄」。在奎托斯殺死宙斯和其他希臘諸神之後，其他神話中的神系也會參與其中，結果是人類不再信仰諸神。根據賈菲的說法，這是神真正死亡的唯一方式。 
《战神3》最初是由《战神4》的遊戲總監科里·巴羅格在《戰神2》的發布會上提及的。在2010年的一次采访中，《战神》系列的前导演大卫·贾菲透露了《战神3》的最初版本的结局。在游戏开始不久后，奎托斯杀死了宙斯，希腊神界出现了巨大的权力真空。埃及神与北欧神纷纷前往希腊奥林匹斯山，试图抢占宙斯统治的领土。并最终变成希腊神话、北欧神话、埃及神话的大杂烩。奎托斯可以前往北欧神话、埃及神话这些传说的世界，甚至有北欧神话版本的奎托斯，奎托斯后来前往北欧九界杀死了雷神索尔，夺取了他的妙尔尼尔，奎托斯随后前往了古埃及，奎托斯在另一场与斯芬克斯的决战中，奎托斯使用美杜莎的头颅将斯芬克斯变成了石头（这就是今天埃及的狮身人面像）。然后奎托斯会意识到永久杀死神的方法是让凡人停止相信他们。奎托斯的计划已经生效，因为众神专注于统治希腊世界，而他们的注意力从凡人身上移开了。因此，凡间处于自然灾害之下。凡人不再相信众神，这削弱了他们，最終導致了眾神的毀滅。其中在第一個結局裡面显示三位智者前往北极星，因為人民仍然需要相信神，從而他們建立了新的信仰。第二個結局則是奎托斯融化了混沌劍，鑄成了鐮刀，最終奎托斯成為了死神。這兩個結局的版本被棄用，但後來2018年的《戰神》則延用了上述部分設定。
《战神3》首次由《战神2》游戏总监科里·巴羅格（Cory Barlog） 在《戰神3》发布会上提及。Barlog 表示，该游戏将具有全1080p高清分辨率（在最终版本中更改为 720p），并支持Sixaxis倾斜和振动功能。在DualShock3手柄推出之前宣布，这引起了混乱，因为Sixaxis控制器不支持某些功能。在2009年游戏开发者大会期间，创意团队表示，Sixaxis倾斜功能已被删除，因为他们“找不到合适的情况在游戏中有效使用Sixaxis”。

## 技術
遊戲總監史狄克·艾斯穆森表示，為PlayStation 3開發《战神3》的最大挑戰之一是「一切都極其複雜」；單一任務，例如設計赫利俄斯的斬首，就可能需要一年時間，因為「預期的細節水平如此之高且錯綜複雜，需要多個部門共同參與」。他表示，PlayStation 3 的硬體效能使得角色創建和與環境的互動更加靈活。PlayStation 2 (PS2) 遊戲中的奎托斯角色模型使用了大約 5,000 個多邊形；PS3 模型則約為 20,000 個——數量雖然很高，但低於其他模型，例如《神秘海域 2：縱橫四海》中的內森·德雷克，他使用了 35,000 個多邊形。藝術總監肯·費爾德曼評論說，多邊形數量並非唯一因素，並指出增加的紋理細節是奎托斯形象逼真的原因之一。開發人員使用了一種名為混合法線貼圖的新技術，為基本模型增添了真實感，並極大地擴展了可用的動畫範圍（例如，肌肉運動，包括可見的靜脈，以及面部動畫）。所有主角的動畫均由手工製作，因為動畫師的工作效率比基本的運動捕捉更高，不過配音演員的面部動作則由Image Metrics的表演捕捉系統記錄。為了製作頭髮等動畫，動畫師創建了一種名為「動態模擬」的輔助動畫程式碼，它允許 PS3 本身以數學方式計算出動畫應有的樣子；它能夠精確地生成先前動畫師需要花費大量時間才能複製的動作。
《战神3》的引擎源自前兩部作品。聖莫尼卡工作室的高級製作人史蒂夫卡特森表示，開發團隊將《战神2》的引擎移植到PlayStation 3上，並且能夠快速運行遊戲。奎托斯在前作中所能做到的一切，在 PlayStation 3 （PS3）上都能做到，這使得開發者能夠立即開始設計新內容。在遊戲開發過程中，程式碼部門會將 PlayStation 2 （PS2）的組件替換成 PlayStation 3 （PS3）的組件。他們更换了渲染器、粒子系統和碰撞系統。  費爾德曼表示，雖然他們重複使用了《战神2》的引擎，但《战神3》的核心引擎是全新的。在2009年电子娱乐展 （E3） 和遊戲發售期間，添加了形態抗鋸齒技術（MLAA），圖形工程師本·迪亞曼德表示，這「顯著改善了邊緣效果，並大幅降低了幀率」。 MLAA“如今是一種流行的邊緣檢測技術，能夠經濟高效地去除每幀畫面的鋸齒狀邊緣”，這幫助聖莫尼卡工作室釋放了處理週期，並“讓他們能夠以其他方式增添視覺效果”。戴蒙德還表示，“景深、動態模糊、光線、折射等效果要么被添加，會在质量和速度上得到了提升”。
遊戲總監史狄克·艾斯穆森估计游戏总长度为10到20小时，“取决于您的游戏水平”。 圣莫尼卡工作室总监约翰·海特向玩家保证，《战神3》的游戏时长将超过 10 小时：“我们对其进行了大量的游戏测试。我们知道，对于真正的硬核玩家来说，他们玩这款游戏所花的时间会比玩之前任何一款《战神》游戏都要长。” 最终完成的游戏脚本长达约 120 页，屏幕上的敌人数量从前作的15个增加到最多50个。为了照亮游戏，使用了Illuminate Labs的Turtle 灯光。圣莫尼卡工作室的开发主管克里斯特·埃里克森证实，《战神3》将实现无缝加载；没有加载画面，也无需安装硬盘驱动器。SCE北美分部的动画师布鲁诺·贝拉斯克斯 (Bruno Velazquez) 表示，虽然前两部《战神》游戏都有电脑生成图像 (CGI) 过场动画，但第三部游戏中不会有真正的电脑生成图像 (CGI) ：“所有过场动画都是使用我们的游戏内引擎制作的。”2010年2月11日，《战神3》的游戏预告片在 Spike的 GameTrailers TV 上首次亮相，史狄克·艾斯穆森证实所有镜头均为游戏实况。 游戏增加了新的摄像机角度；在一些主要战斗中，当摄像机移开战斗时，玩家仍然可以控制奎托斯；在波塞冬和宙斯Boss战的最后部分，则采用了第一人称视角。据圣莫尼卡工作室技术总监蒂姆·莫斯 (Tim Moss) 称，《战神3》使用了35GB的蓝光光盘。 《战神3》的预算为 4400 万美元，游戏开发至结束时员工人数为132人。

## 發售

### 试玩版
試玩版分別於2009年11月17日（《戰神合輯》裡所附加試玩版下载码）、2010年2月25日（PlayStation Plus订阅者免费下載）發佈。試玩版中出現了兩種武器，分別是雅典娜神劍和尼米亞護手。實際遊戲場景畫面細節提升了許多，將敵人開腸剖肚等分屍之細節也描繪的更加仔細且更血腥。試玩版首次革命性地採用了战神系列一鏡到底的長鏡頭，並在2018年發行的續作《戰神》中被正式採納，成為系列的革新之作。

### 地區審查
日本的電腦娛樂分級機構（CERO）在《戰神3》发布时将其评级为 Z 级游戏。

### 發行版本
2009年10月SCEA與SCE Studios Santa Monica發佈，將在北美地區推出「終極典藏版」，在欧洲、澳大利亚、紐西蘭地区推出「終極三部曲典藏版」，並公佈內容詳情。
北美地區的「終極典藏版」包裝是採用前作所登場的傳說神器「潘朵拉之盒」造型的雕塑複製品包裝盒，內含《戰神III》遊戲、限量版《戰神III》畫冊以及獨佔可下載內容。欧洲还推出了《战神3》PS3捆绑包，其中包含一台250GB的PS3和《戰神3》遊戲。
- 標準版：包含数字版游戏。
- 典藏版：包含数字版游戏，并附赠特制光盘收纳包裝盒、3張明信片。僅在欧洲地區限量發售[44]。
- 三部曲版：包含数字版游戏，以及限量版《戰神III》畫冊，僅在日本發售。
- 終極典藏版：包含数字版游戏和一系列实体收藏品，收藏品包括潘朵拉之盒造型的雕塑複製品包裝盒、限量版《戰神III》畫冊，僅在北美地區限量發售[45]。
- 終極三部曲典藏版：包含数字版游戏和一系列实体收藏品，收藏品包括潘朵拉之盒造型的雕塑複製品包裝盒、限量版《戰神III》畫冊、3張明信片，僅在欧洲、澳大利亚、紐西蘭地區限量發售。

### 发布后
圣莫尼卡工作室在《戰神3》发布后继续开发该项目，目的是将动作游戏推向极致。为此，他们发布了免费的可下载內容。2010年11月2日，多米努斯統治者裝束和“流亡的挑戰”模式（之前是終極典藏版和終極三部曲典藏版独有的）作为捆绑包在PlayStation Store上发布。该捆绑包对PlayStation Plus订阅者免费，他们可以在有限的时间内分别购买《战神》和《战神2》时获得混沌幽靈和被遗忘的战士裝束。之前的所有预购奖励服装，也在PlayStation Store上发布。 2010年11月2日至11月9日購買《戰神：斯巴達的亡魂》黑紅雙色 PSP 限定版主機同梱組（以及欧洲所有数字版）包含一张通行證，可用于下载奎托斯的兄弟得摩斯皮肤裝束，用于《战神3》游戏。

## 其他版本

### 战神3 高清復刻版
《战神3 高清復刻版》是《战神3》在PlayStation 4主机上的復刻移植版。它于2015年7月14 日在北美首次发布，随后于7月15日在澳大利亚和欧洲大陆发布，并于7月17日在英国发布。圣莫尼卡的创意总监科里·巴羅格（Cory Barlog） 宣布了这款復刻版游戏，以庆祝《战神》系列十周年.。由Wholesale Algorithms移植，重制版具有完整的1080p支持，目标为每秒60帧，并具有照片模式，允许玩家编辑他们的照片并分享他们最喜欢的时刻。 所有为《战神3》发布的可下載內容都包含在《战神3 高清復刻版》中。到发布第一周结束时，《战神3 高清復刻版》在英国零售销量中排名第九。在 2015年7月的整个月份，可下载版本是PlayStation Store中第七畅销的PlayStation 4游戏。截至2023年6月，该游戏已售出约400万份。

## 反响
| 汇总媒体   | 得分                      |
| ---------- | ------------------------- |
| Metacritic | 92/100 (PS3) 81/100 (PS4) |

| 媒体                    | 得分                      |
| ----------------------- | ------------------------- |
| 1UP.com                 | A                         |
| Eurogamer               | 9/10                      |
| Game Informer           | 10/10 (PS3) 9/10 (PS4)    |
| GameSpot                | 9.0/10 (PS3) 8.0/10 (PS4) |
| GameTrailers            | 9.2/10                    |
| IGN                     | 9.3/10 (PS3) 8.8/10 (PS4) |
| 英国PlayStation官方杂志 | 9/10                      |
| X-Play                  | 5/5                       |

### 發行後
Metacritic根据101条评论给予《战神3》92/100分，属“普遍好评”级别。
X-Play的評論家亚当·塞斯勒 (Adam Sessler) 表示，这款游戏“以异常高调的方式为戰神三部曲画上了圆满的句号”，并且“将所有最佳特质融入了一场精彩的体验”。
IGN的評論家克里斯·罗珀 (Chris Roper) 表示，《战神3》“几乎重新定义”了电子游戏的规模，并特别指出泰坦的体型“比其他游戏中的整个关卡都要大”。
GameFront的評論家菲尔·霍恩肖 (Phil Hornshaw) 则對遊戲的暴力和血腥畫面給予了批評，他認為游戏的主角克雷多斯过于残暴不仁，而且游戏预设玩家会像奎托斯一样沉迷于其中的痛苦和暴力。

### 獎項
| 年份 | 獎項           | 類別                    | 結果 | 來源   |
| ---- | -------------- | ----------------------- | ---- | ------ |
| 2009 | 遊戲大獎       | 最受期待遊戲            | 獲獎 | [ 73 ] |
| 2010 | 遊戲大獎       | 年度遊戲                | 提名 | [ 74 ] |
| 2010 | 遊戲大獎       | 最佳PlayStation 3遊戲   | 獲獎 | [ 74 ] |
| 2010 | 遊戲大獎       | 最佳畫面遊戲            | 獲獎 | [ 74 ] |
| 2010 | 遊戲大獎       | 最佳原聲/音樂           | 提名 | [ 74 ] |
| 2010 | 遊戲大獎       | 最佳动作/冒险游戏       | 提名 | [ 74 ] |
| 2010 | 遊戲大獎       | 最佳大壞蛋 （奎托斯）   | 獲獎 | [ 74 ] |
| 2010 | 遊戲大獎       | 年度角色 （奎托斯）     | 提名 | [ 74 ] |
| 2010 | GameTrailers   | 最佳动作/冒险游戏       | 獲獎 | [ 75 ] |
| 2010 | GameSpy        | 最佳动作游戏            | 獲獎 | [ 76 ] |
| 2011 | 英国电影学院奖 | 年度最佳藝術成就獎      | 獲獎 | [ 77 ] |
| 2011 | 英国电影学院奖 | 最佳动作游戏            | 提名 | [ 78 ] |
| 2011 | 英国电影学院奖 | 最佳游戏玩法            | 提名 | [ 79 ] |
| 2011 | D.I.C.E.大奖   | 杰出动画                | 獲獎 | [ 80 ] |
| 2011 | D.I.C.E.大奖   | 年度遊戲                | 提名 | [ 80 ] |
| 2011 | D.I.C.E.大奖   | 最佳动作游戏            | 提名 | [ 80 ] |
| 2011 | D.I.C.E.大奖   | 最佳美术指导            | 提名 | [ 80 ] |
| 2011 | D.I.C.E.大奖   | 最佳视觉设计            | 提名 | [ 80 ] |
| 2011 | D.I.C.E.大奖   | 杰出人物演出 （奎托斯） | 提名 | [ 80 ] |

### 销量
| 公布时间   | 销量    | 备注                                                                   |
| ---------- | ------- | ---------------------------------------------------------------------- |
| 2010-04-16 | 100万份 | 首月销量，是2010年3月美国第1大畅销游戏。统计窗口为2010年3月16～4月16日 |
| 2010-03-28 | 4万份   | 根据 Media Create 的每周销售排行榜，该游戏在日本售出了 43,181 份       |
| 2012-06    | 520万份 | 《战神3》全球销量已达520万份。统计节点为2012年6月                      |